# Фернандиш, Васко да Гама
Васко да Гама Фернандиш (порт. Vasco da Gama Fernandes; 4 ноября 1908, Сан-Висенти, Кабо-Верде, Португалия — 9 сентября 1991, Лиссабон, Португалия) — португальский адвокат и государственный деятель, президент Национальной Ассамблеи (1976—1978).

## Биография
Окончил юридический факультет Лиссабонского университета.
Еще в юности начал активную общественно-политическую деятельность, находясь в оппозиции к диктатуре Антониу ди Салазара. Уже в 1928 году принял участие в акциях протеста против оптимизации юридического факультета университета, начал работать в издании «O Povo» и студенческой газете «Свобода». Как председатель Генеральной Ассамблеи Лиссабонской Академической Федерации поддержал организацию революционного академического батальона. Затем участвовал в организации республиканской Студенческой лиги, став одним из ее лидеров.
За свою оппозиционную деятельность подвергался арестам. В начале 1930-х гг. вступил в Союз республиканцев и социалистов (порт. Aliança Republicana e Socialista и поддержал попытку неудавшегося восстания 26 августа 1931 г. во главе с Фернанду ди Утра Машаду. Спасаясь от преследований, перебрался в Испанию, затем тайно вернулся в Лиссабон и вскоре был амнистирован, что позволило ему продолжить обучение.
Продолжив свою оппозиционную деятельность, вместе с Франсишку да Кунья Лилом основал журнал «Современная жизнь», став его главным редактором. В 1935 году участвовал в неудачной попытке восстание в Замке Святого Георгия. Несмотря на это обстоятельство, был избран президентом студенческого союза юридического факультета (AAFDL) и делегирован в сенат университета. После завершения обучения начал частую юридическую практику.
В 1943 году воевал в составе Антифашистского Движения национального единства под руководством генерала Жозе Нортона ди Матуша, в 1945 году вступил в «Движение за демократическое единство». Выступал в специальных судах в качестве защитника политических заключенных. После неудавшихся попыток военных переворотов 10 октября 1946 году (переворот Меальяды) и 10 апреля 1947 году был вновь арестован. После освобождения продолжил защищать оппозиционеров в судах. В 1947 г. выступил одним из основателей Рабочей партии.
В ходе избирательной кампании генерала Умберту Делгаду (1958) вел агитационную работу по всей стране, являясь одним из самых видных сторонников кандидат. Это привело к его аресту по обвинению в попытке организации революции. За участие в подготовке «Программы для Демократизации Республики» также стал фигурантом уголовного дела. В 1970-е гг. отходит от социал-демократического движения, примкнув к португальским социалистам.
Принимали активное участие в проведении Первого Национального конгресса Ассоциации адвокатов (1972) и Конгресса Международного союза юристов. В 1973 году был одним из основателей Социалистической партии. В апреле 1975 года был избран депутатом Учредительного собрания, в котором занял должность вице-президента.
В 1976—1978 годах являлся первым демократически избранным президентом Национальной Ассамблеи Португалии. Одновременно возглавлял международных парламентских миссий. Активно участвовал в двух избирательных кампаний по выборам президента, в которых побеждал Рамалью Эаниш.
В 1979 году вышел из рядов Социалистической партии. Вместе с Эанишем был одним из создателей Партии демократического обновления, от которой в 1985 и 1987 годах избирался депутатом парламента. На президентских выборах 1986 года поддержал кандидатуру Франсишку Салгаду Сеньи.
Избирался президентом португальской Лиги по правам человека, был назначен первым директором музея Республики и сопротивления. Также был членом масонской ложи.

## Награды и звания
Был награжден Большим крестом ордена Свободы (1980) и Большим крестом Военного ордена Христа (1981).